# Strauchkaninchen
Das Strauchkaninchen (Sylvilagus bachmani) ist eine Säugetierart aus der Gattung der Baumwollschwanzkaninchen innerhalb der Hasenartigen. Es lebt entlang der amerikanischen Pazifikküste bis auf die Halbinsel Niederkalifornien und kommt vor allem in dichten Strauchbeständen vor. Der Erstbeschreiber George Robert Waterhouse benannt die Art nach dem Priester und Naturforscher John Bachman.
Es handelt sich um eine der kleinsten Arten der Gattung mit kurzen Beinen und vergleichsweise kurzen Ohren. Eine Gefährdung der Art besteht nicht, auch wenn einzelne Unterarten bedroht sein können.

## Merkmale
Das Strauchkaninchen ist eine der kleinsten Arten der Gattung mit einem Körpergewicht von weniger als 1000 Gramm und einer Körpergröße von 30,0 bis 37,5 Zentimeter. Die Schwanzlänge beträgt 10 bis 30 Millimeter, die Ohrlänge 50 bis 60 Millimeter und die Hinterfußlänge 71 bis 86 Millimeter. Die Weibchen werden in der Regel etwas größer als die Männchen. Die Rückenfarbe und der Schwanz sind graubraun bis dunkelbraun, die Bauchseite und die Unterseite des Schwanzes sind weißlich gefärbt. Der Schwanz, die Ohren und die Beine sind verhältnismäßig kurz, die Füße sind schmal und kurz und nur leicht behaart. Die Ohren laufen leicht spitz zu und sind nicht gerundet. Die Vibrissen sind schwarz.
Der Karyotyp des Strauchkaninchens besteht aus einem diploiden Chromosomensatz von 2n = 48 Chromosomen. Damit hat es neben dem direkt von ihm abstammenden San-José-Strauchkaninchen (S. mansuetus) als einzige Art diesen für die Gattung als basales Merkmal betrachteten Karyotyp.

## Verbreitung

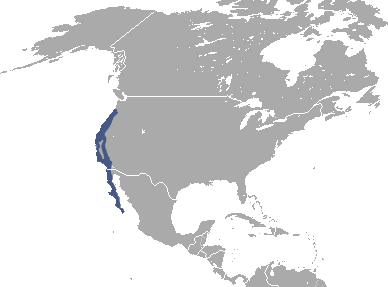
Verbreitungsgebiet des Strauchkaninchens

Das Verbreitungsgebiet des Strauchkaninchens zieht sich entlang der amerikanischen Pazifikküste vom Columbia River nach Süden über Oregon und Kalifornien bis zur Baja California. Dabei zieht es sich entlang des Chaparral, die östliche Grenze des Verbreitungsgebietes bilden die westlichen Ausläufer der Sierra Nevada. Vor der kalifornischen Küste kommt die Art zudem auf den vorgelagerten Inseln Año Nuevo Island und San Jose.
Als Lebensräume besiedelt die Art vor allem dichtbewachsene, strauchige Habitate wie etwa Rubus-Bestände.

## Lebensweise
Das Strauchkaninchen benötigt sehr dichte Strauchbestände des Chaparral als Lebensraum, die ihm Schutz bieten. Die individuellen Aktionsgebiete sind dabei sehr klein und liegen bei unter 2.000 m². Die Sträucher beinhalten Durchgänge, die die Tiere als Pfade nutzen, sowie Tierbauten, die von den Kaninchen genutzt aber nicht selbst gegraben werden. Zum Äsen bewegen sie sich sehr vorsichtig aus den Sträuchern heraus. Ihre Nahrung besteht überwiegend aus Gräsern, saisonal kommen weitere Pflanzenbestandteile wie Blätter und Beeren hinzu. Zu den wichtigsten Nahrungspflanzen gehören Gänsedisteln (Sonchus) und Dudleya, speziell Dudleya farinosa. Anders als die meisten Hasen sind sie in der Lage, in niedrige Sträucher oder Bäume zu klettern.
Die Paarungszeit ist regional unterschiedlich und hängt von den Temperaturen und anderen Faktoren ab. Im nördlichen Oregon beginnt sie in der Regel im Februar und endet im August, in Kalifornien dauert sie von Dezember bis Mai oder Juni. Die Würfe bestehen durchschnittlich aus 2,8 Jungtieren in Oregon und 3,5 bis 4,0 in Kalifornien. Im Jahr bringen die Weibchen in fünf bis sechs Würfen etwa 15 Jungtiere zur Welt bei einer Tragzeit von 27 Tagen pro Wurf.

## Systematik

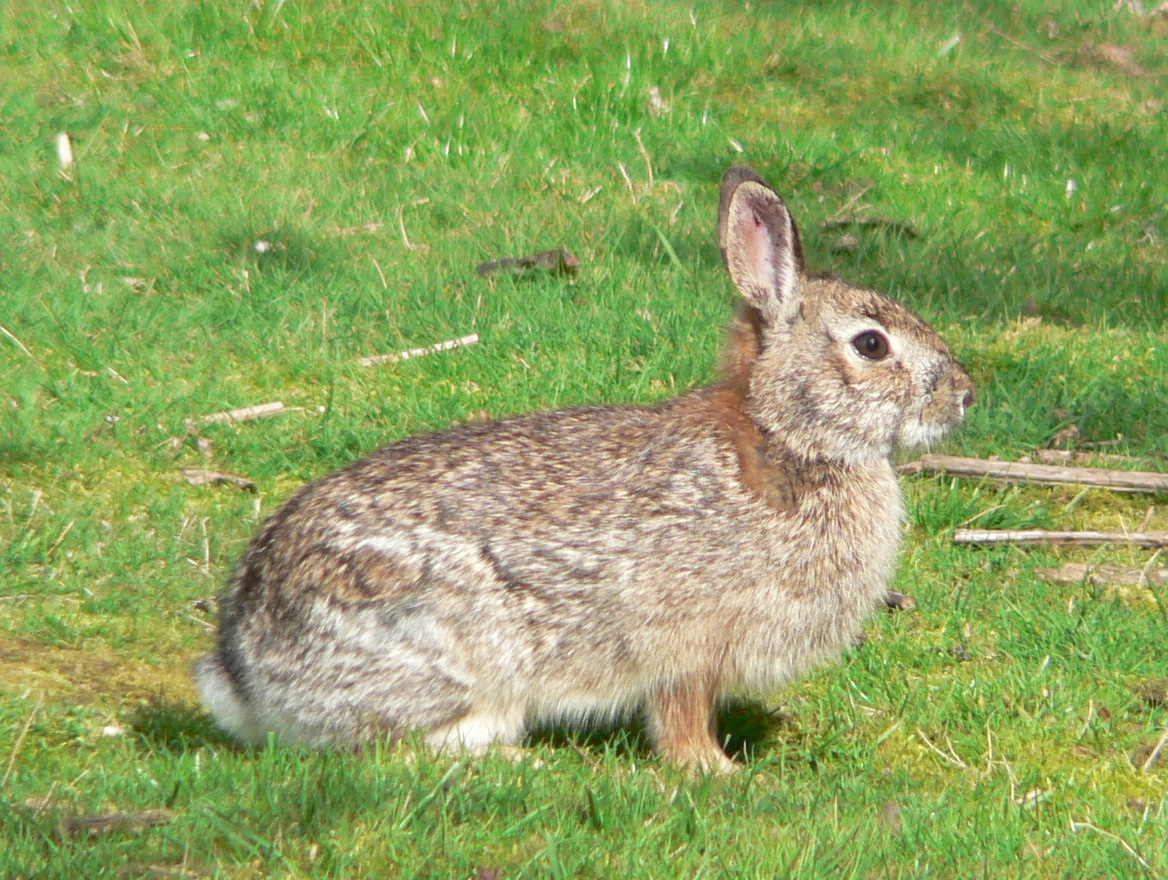
Strauchkaninchen im William L. Finley National Wildlife Refuge, Oregon

Das Strauchkaninchen wird als eigenständige Art den Baumwollschwanzkaninchen (Gattung Sylvilagus) zugeordnet, die aus etwa 20 Arten besteht. Erstmals wissenschaftlich beschrieben wurde die Art 1839 von dem britischen Zoologen George Robert Waterhouse als Lepus bachmani, der sie nach dem Naturgelehrten und lutherischen Priester John Bachman benannt.
Teilweise wurde das Strauchkaninchen mit dem Zwergkaninchen (Brachylagus idahoensis) zu einer Untergattung Microlagus innerhalb der Baumwollschwanzkaninchen zusammengefasst, heute wird es jedoch als basale Art und das Zwergkaninchen als Schwesterart der Gattung betrachtet. Das San-José-Strauchkaninchen (S. mansuetus) stammt als Inselform direkt vom Strauchkaninchen ab und hat als einzige Art neben diesem den als basales Merkmal betrachteten Karyotyp von 2n = 48 Chromosomen, den diese mit den Echten Hasen (Gattung Lepus) und dem Vulkankaninchen (Romerolagus diazi) teilen. Aufgrund der geringen genetischen Unterschiede wird das San-José-Strauchkaninchen entsprechend teilweise auch als Unterart des Strauchkaninchens betrachtet. Aktuelle Untersuchungen platzieren es als Schwestergruppe des S. b. cerrosensis von der Isla de Cedros.
Je nach Quelle sind bis zu 13 Unterarten des Strauchkaninchens beschrieben, allerdings wird die Abgrenzung der Unterarten untereinander aufgrund der häufig spärlichen Erstbeschreibungen auf der Basis weniger äußerlicher Merkmale und auf der Basis weniger Individuen als schwierig beschrieben. Ungeklärt ist, ob es sich tatsächlich um echte Unterarten handelt oder ob einige von ihnen nur aufgrund von individuellen Variationen, altersbedingten Merkmalen oder aus anderen Gründen als Unterart beschrieben wurden; die interne Systematik befindet sich entsprechend in der Diskussion. Die folgenden 13 Unterarten werden aktuell als valide betrachtet:
- Sylvilagus bachmani bachmani Waterhouse, 1839: Nominatform, kommt im südlichen Teil der Küstengebiete im zentralen und westlichen Kalifornien vor.
- S. b. cerrosensis  Allen, 1898: kommt auf der Isla de Cedros, Baja California im Nordwesten von Mexiko vor.
- S. b. cinerascens Allen, 1890: kommt im Südwesten Kaliforniens vor.
- S. b. exiguus Nelson, 1907: kommt im südlichen Niederkalifornien, Baja California, vor.
- S. b. howelli Huey, 1927: kommt im Nordosten von Niederkalifornien vor.
- S. b. macrorhinus Orr, 1935[7]: kommt im östlichen Teil des zentralen und westlichen Kalifornien vor.
- S. b. mariposae Grinnell & Storer, 1916: kommt im nördlichen Teil des zentralen Kalifornien vor.
- S. b. peninsularis Allen, 1898: kommt in Baja California Sur im südlichen Niederkalifornien, Mexiko, vor.
- S. b. riparius Orr, 1935[7]: kommt im westlichen Teil des zentralen Kalifornien vor.
- S. b. rosaphagus Huey, 1940: kommt im Nordwesten von Niederkalifornien vor.
- S. b. tehamae Orr, 1935[7]: kommt im Nordwesten von Oregon im Süden des Columbia River und im nordwestlichen Kalifornien vor.
- S. b. ubericolor Miller, 1899: kommt im westlichen Oregon im Süden des Columbia River und im nordwestlichen Kalifornien vor.
- S. b. virgulti Dice, 1926: kommt in Teilen vom zentralen und westlichen Kalifornien vor.

## Gefährdung und Schutz

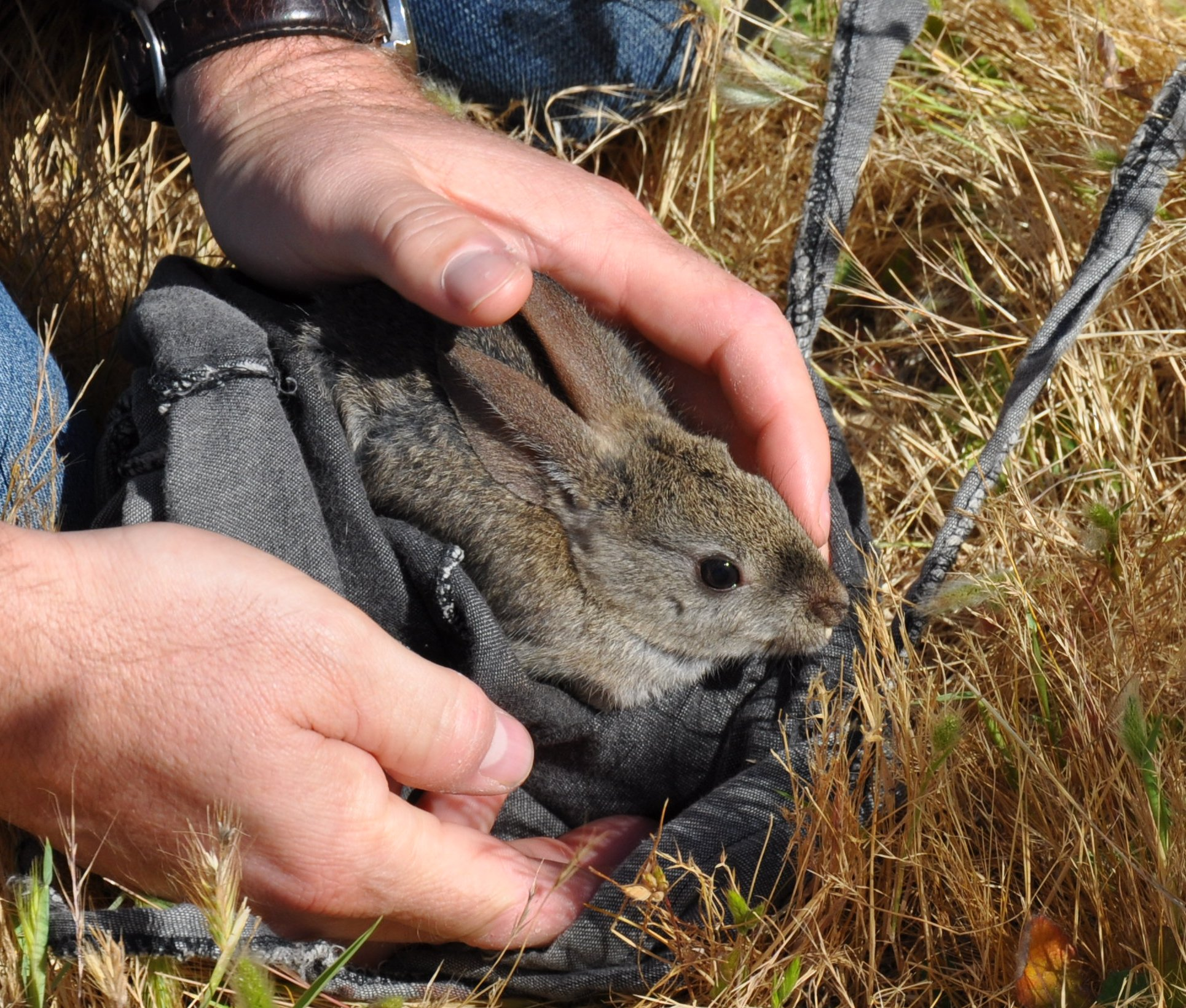
Junges Strauchkaninchen (S. b. riparius) in einem Markierungsprogramm im San Joaquin National Wildlife Refuge

Das Strauchkaninchen wird von der International Union for Conservation of Nature and Natural Resources (IUCN) aufgrund der Bestandsgröße und des großen Verbreitungsgebietes als nicht gefährdet (least concern) eingestuft.
Für die meisten Populationen der Art ist kein Rückgang bekannt, die Unterart S. b. riparius wird jedoch aufgrund zunehmender Lebensraumveränderungen sowie der Bedrohung durch Waldbrände und Überflutungen vom Staat Kalifornien und dem U.S. Fish and Wildlife Service als gefährdet eingestuft. Sie kommt ausschließlich im Caswell Memorial State Park am Stanislaus River sowie im Gebiet des südlichen Deltas des San Joaquin River vor.
Am 20. Mai 2022 wurde am San Joaquin River ein verendetes S. b. riparius Exemplar gefunden, in dem die Chinaseuche (RHDV-2) nachgewiesen wurde. Durch ein proaktives Impfprogramm konnte ein Teil der Population (638 Individuen) seit August 2020 geimpft werden.

## Belege
1. 1 2 3 4  E.W. Jameson jr., Hans J. Peeters: Mammals of California. California Natural History Guides, University of California Press, 2004; S. 365–366. ISBN 0-520-23582-7.
2. 1 2 3 4 5  Joseph A. Chapman, John E. C. Flux (Hrsg.): Rabbits, Hares and Pikas. Status Survey and Conservation Action Plan. (Memento des Originals vom 14. Januar 2009 im Internet Archive)  Info: Der Archivlink wurde automatisch eingesetzt und noch nicht geprüft. Bitte prüfe Original- und Archivlink gemäß Anleitung und entferne dann diesen Hinweis. (PDF-Datei; 10,74 MB) International Union for Conservation of Nature and Natural Resources (IUCN), Gland 1990; S. 99. ISBN 2-8317-0019-1.
3. ↑  Joseph A. Chapman: Sylvilagus bachmani. Mammalian Species 34, 1974; S. 1–4. doi:10.2307/3503777
4. 1 2 3 4 5 6  A.A. Lissovsky: Brush Rabbit – Sylvielagus bachmani. In: Don E. Wilson, T.E. Lacher, Jr., Russell A. Mittermeier (Herausgeber): Handbook of the Mammals of the World: Lagomorphs and Rodents 1. (HMW, Band 6), Lynx Edicions, Barcelona 2016; S. 114–115. ISBN 978-84-941892-3-4.
5. 1 2 3 4  Sylvilagus bachmani in der Roten Liste gefährdeter Arten der IUCN 2019. Eingestellt von: P.A. Kelly, C. Lorenzo, S.T. Alvarez-Castaneda, 2018. Abgerufen am 20. Juni 2019.
6. ↑  Sergio Ticul Álvarez-Castañeda, Consuelo Lorenzo: Genetic evidence supports Sylvilagus mansuetus (Lagomorpha: Leporidae) as a subspecies of S. bachmani. Zootaxa 4196 (2), 2016; S. 289–295. doi:10.11646/zootaxa.4196.2.7
7. 1 2 3  Robert T. Orr: Descriptions of three new races of brush rabbit from California. Proceedings of the Biological Society of Washington 48, 1935; S. 27–30. (Digitalisat)
8. ↑  Rabbit Hemorrhagic Disease Confirmed For First Time In Endangered Riparian Brush Rabbits. In: CDFW News. California Department of Fish and Wildlife, 27. Mai 2022, abgerufen am 28. Mai 2022 (englisch).